# 卡洛·皮萨卡内

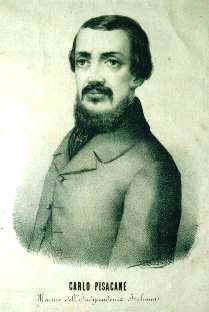
卡洛·皮萨卡内

圣乔瓦尼公爵卡洛·皮萨卡内（Carlo Pisacane, duca di San Giovanni，1818年8月22日—1857年7月2日）是一位意大利爱国者，也是第一批意大利社会主义思想家之一。
他认为暴力不仅可以为某一事业吸引公众关注，还可以告知、教育并最终召集起群众支持革命。这个观点就是行動宣傳，很多叛乱分子以及恐怖分子都深受其影响。

## 生平
卡洛·皮萨卡内生于那不勒斯一个贫困的贵族家庭，1839年加入那不勒斯军队。但由于深受朱塞佩·马志尼的影响，他于1847年移居国外，在英国和法国短暂停留后，前往阿尔及利亚的法国军队中服役。 
1848年革命期間他返回意大利，並且加入罗马共和国。羅馬被法国占领后，他再次流亡，他先到伦敦，然後到热那亚，並且靠教书维持生计。 